# 179 km (obwód nowogrodzki)
179 km (ros. 179 км) – przystanek kolejowy w lasach, w rejonie małowiszerskim, w obwodzie nowogrodzkim, w Rosji. Położony jest na linii Petersburg – Moskwa, w oddaleniu od skupisk ludzkich. Najbliższą miejscowością jest oddalona o ok. 2,9 km w linii prostej Kamienka.